# Septemberstreiks
Die Septemberstreiks waren eine Reihe wilder Streiks im September 1969 in der Bundesrepublik Deutschland. Sie begannen am 2. September 1969 mit einem Arbeitskampf bei der Hoesch AG in Dortmund, der von der IG Metall weder geplant noch verantwortet wurde. Es kam zu einem Demonstrationszug der Beschäftigten, die die Arbeit niedergelegt hatten, zum Gebäude der Firmenleitung. Die Forderung nach Lohnerhöhung um dreißig Pfennig pro Stunde wurde innerhalb sehr kurzer Zeit von der Firmenleitung akzeptiert.
Diesem erfolgreichen außergewerkschaftlichen Arbeitskampf folgte in den kommenden Wochen eine Reihe weiterer wilder Streiks, hauptsächlich in der Montanindustrie und der Stahlindustrie, aber auch im öffentlichen Dienst. Vom 2. bis zum 19. September waren mindestens 140.000 Personen im Ruhrgebiet und im Saarland an den Arbeitsniederlegungen beteiligt; später folgten weitere Streiks in der Oberpfalz, in Kiel und Bremen. Sie führten für über acht Millionen Beschäftigte zu Lohnerhöhungen außerhalb der gewöhnlichen Tarifverhandlungen.
Dass sich ein lokales Ereignis explosionsartig ausweitete, lag an den ökonomischen und politischen Rahmenbedingungen. Die Gewerkschaften, obwohl unabhängig und nur den Arbeitnehmerinteressen verpflichtet, waren zur Bekämpfung der Rezession 1966/67 den sogenannten Konzertierten Aktionen in der Großen Koalition beigetreten und hatten de facto Lohnleitlinien akzeptiert. Das führte zu Reallohnverlusten. Besonders zugespitzt war die Lage in der Stahlindustrie. Die einsetzende Konjunktur hatte einen Stahlboom ausgelöst und zu Gewinnsprüngen geführt. Die Streikenden wollten daran partizipieren und erzwangen materielle Zugeständnisse.